# 愛知県道398号高松石神線
愛知県道398号高松石神線（あいちけんどう398ごう たかまついしがみせん）は、愛知県田原市を通る一般県道である。渥美半島中部を斜めに横断する。

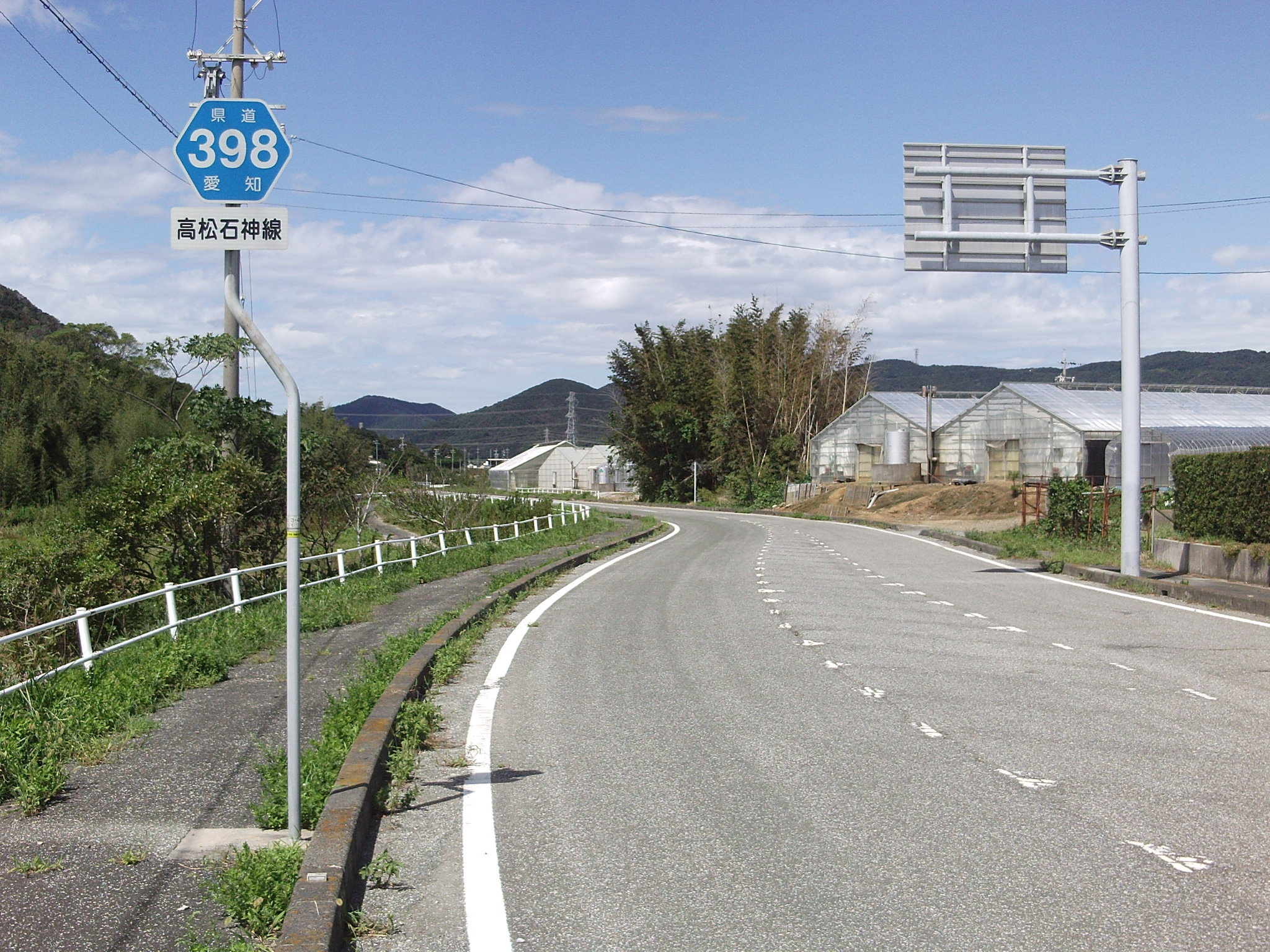
起点の高松町北交差点付近

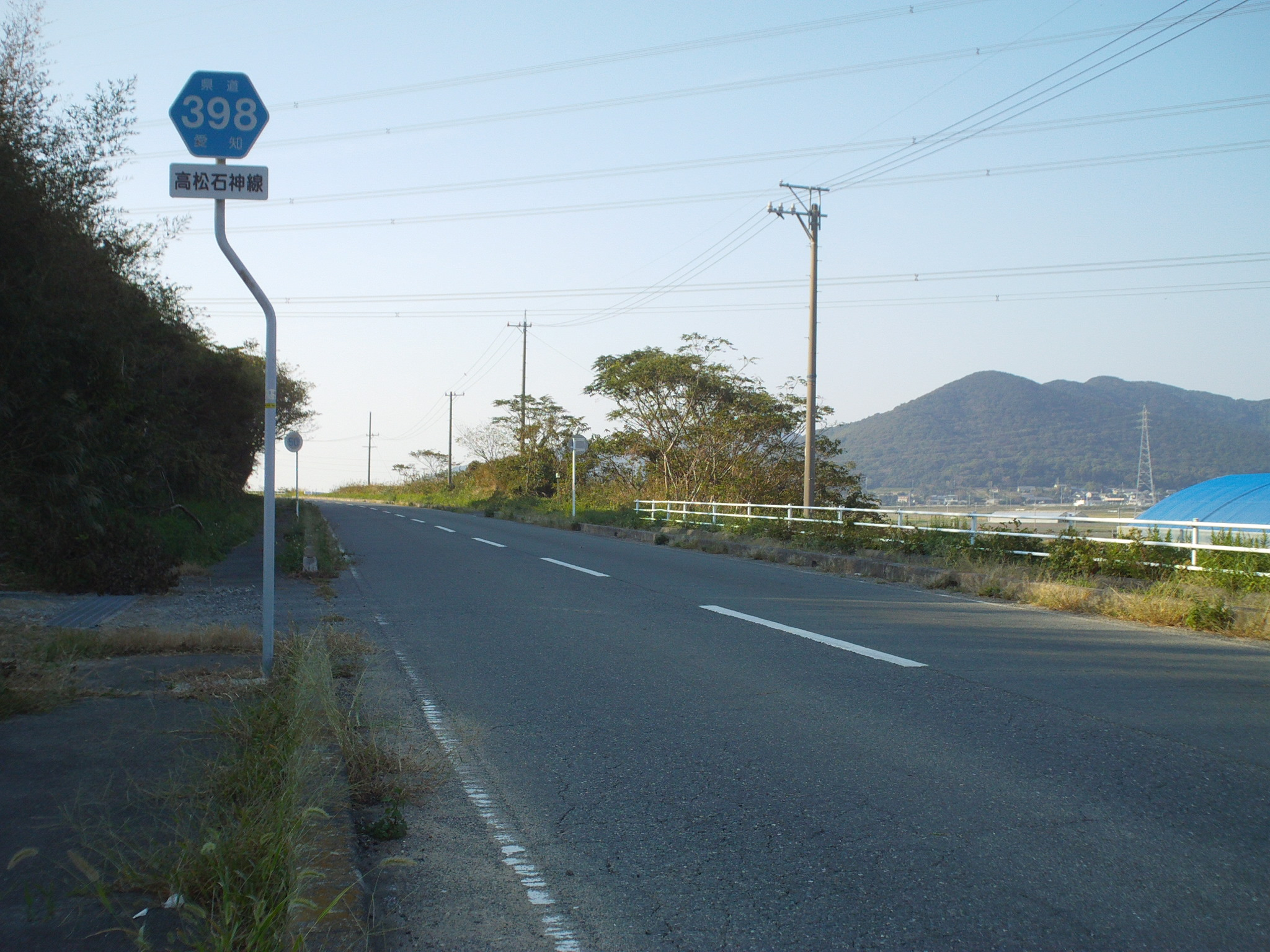
田原市高松町

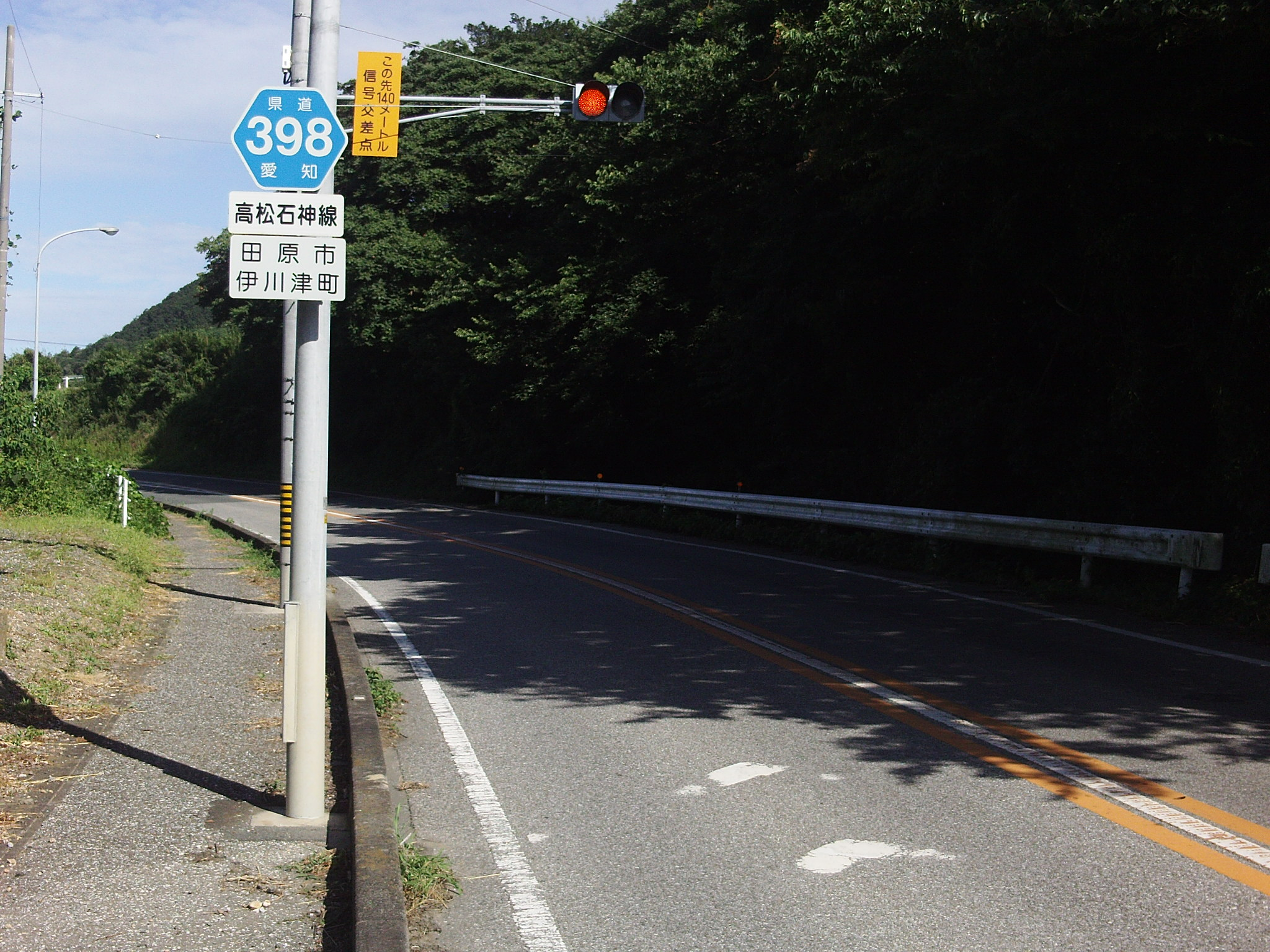
田原市伊川津町

## 概要

### 路線データ
- 起点：愛知県田原市高松町（高松北交差点：愛知県道28号田原赤羽根線交点）
- 終点：愛知県田原市石神町（石神交差点：国道259号交点）
- 全長：約11.0km

## 沿革
- 1972年9月16日 一般県道高松渥美線として認定
- 2007年4月1日 一般県道高松石神線に改称

## 通過する自治体
- 愛知県
  - 田原市

## 主な接続道路
- 愛知県道28号田原高松線（高松北交差点）
- 愛知県道416号赤羽根野田線（芦ヶ池南交差点）
- 愛知県道419号赤羽根泉港線（渥美農場東交差点・田原市八王子町地内間で重複）
- 国道259号（田原街道）（石神交差点）

## 沿線周辺
- 大アラコ古窯跡
- 渥美畜産実験農場